# Chagatahalli, Nagamangala
Chagatahalli là một làng thuộc tehsil Nagamangala, huyện Mandya, bang Karnataka, Ấn Độ.